# Printemps

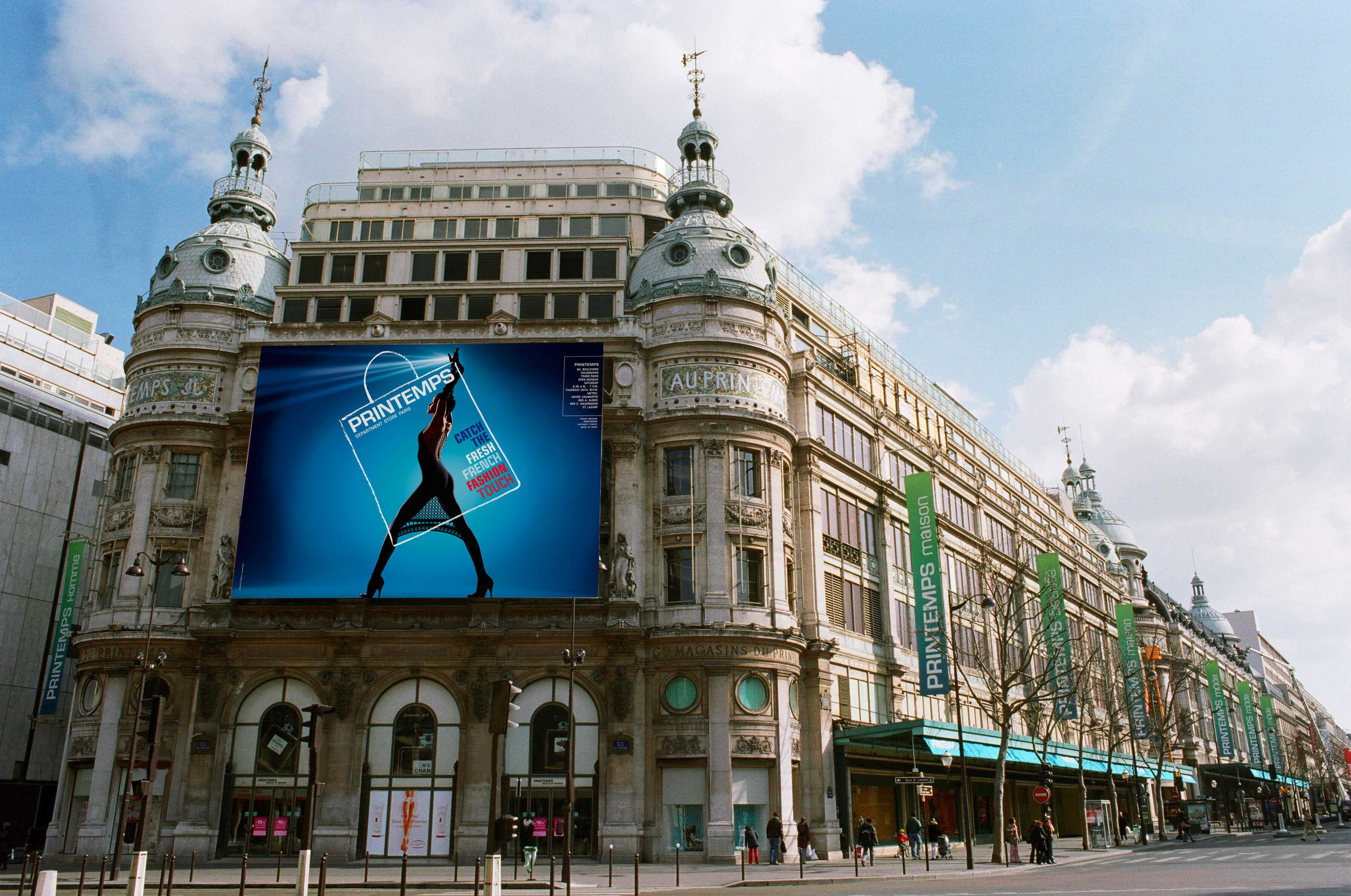
Printemps na Boulevardu Haussmann

Printemps (česky Jaro) je francouzská síť obchodních domů, z nichž nejvýznamnější filiálka se nachází v Paříži na Boulevardu Haussmann v 9. obvodu. Společnost se zaměřuje především na prodej značkové módy a dalších luxusních výrobků.

## Historie
Grands Magasins du Printemps (Obchodní domy Printemps) založil v roce 1865 Jules Jaluzot v budově, kterou vystavěl architekt Paul Sédille (1836–1900). V roce 1923 byl dům opatřen prosklenou kupolí v secesním stylu. Pod kupolí se nachází kavárna („Café Flo“). Od roku 1975 jsou fasáda a kupole chráněny jako historická památka.
V letech 1992–2005 patřil Printemps do francouzského holdingu PPR. V létě 2006 prodal PPR obchodní řetězec konsorciu Deutsche Bank a italské skupiny Borletti, která vlastní řetězec obchodních domů La Rinascente.
Pod obchodním domem protéká řeka Grange Batelière, k níž byly organizovány prohlídky než bezpečnostní předpisy donutily obchodní dům přístup k řece zrušit.

## Obchodní domy
Řetězec má 21 obchodních domů, z nichž se nachází pět v Paříži a okolí, 15 ve zbývající Francii a jeden v zahraničí (v Tokiu ve čtvrti Ginza). Jediné zastoupení v Severní Americe, které bylo otevřeno v roce 1987 v Denveru, bylo posléze opět uzavřeno. Hlavním obchodním domem je jeho pobočka na pařížském Boulevardu Haussmann, která představuje významnou ukázku tzv. haussmannovského stylu 19. století.